# Халач
Халач (туркм. Halaç) — город в Лебапском велаяте Туркменистана. Центр Халачского этрапа. Город расположен около берега Амударьи. Рядом с посёлком находится одноимённая железнодорожной станция (на линии Керкичи — Туркменабад).
Статус посёлка городского типа с 1939 года. С 2016 года — город.

## Население
| 1959 | 1970 | 1979 | 1989 | 2022   |
| ---- | ---- | ---- | ---- | ------ |
| 1979 | 3285 | 4022 | 5101 | 20 778 |